# Équipe de France de football aux Jeux olympiques d'été de 1968
L'équipe de France olympique de football participe à son 9e tournoi de football aux Jeux olympiques lors de l'édition de 1968 qui se tient à Mexico au Mexique, du 12 octobre 1968 au 27 octobre 1968.

## Phase qualificative  - Groupe 3

### Tour préliminaire
| 1968 | France | 0–0 | Pays-Bas |  |  |
|      |        |     |          |  |  |

| 1968 | Pays-Bas | 0-1 | France |  |  |
|      |          |     |        |  |  |

### Premier tour
| 1968 | France | 3–1 | Finlande |  |  |
|      |        |     |          |  |  |

| 1968 | Finlande | 1-1 | France |  |  |
|      |          |     |        |  |  |

### Second tour
| 1968 | France | 3–1 | Autriche |  |  |
|      |        |     |          |  |  |

| 1968 | Autriche | 1-1 | France |  |  |
|      |          |     |        |  |  |

## Tournoi olympique

### Tour préliminaire
| Classement final - Groupe B |          |     |   |   |   |   |    |    |      |
|                             | Équipe   | Pts | J | G | N | P | BP | BC | Diff |
| 1                           | France   | 4   | 3 | 2 | 0 | 1 | 8  | 4  | +4   |
| 2                           | Mexique  | 4   | 3 | 2 | 0 | 1 | 6  | 4  | +2   |
| 3                           | Colombie | 2   | 3 | 1 | 0 | 2 | 4  | 5  | −1   |
| 4                           | Guinée   | 2   | 3 | 1 | 0 | 2 | 4  | 9  | −5   |

| 13 octobre | France   | 3 | 1 | Guinée  |
| 15 octobre | France   | 4 | 1 | Mexique |
| 17 octobre | Colombie | 2 | 1 | France  |

### Quart de finale
| 20 octobre | Japon                           | 3 – 1 | France         | Stade Azteca, Mexico Affluence = Arbitre = Seyoum Tarekegn (ETH) |  |
| 12:00      | Kamamoto 27e 59e · Watanabe 70e |       | Teamboueon 32e |                                                                  |  |
| 12:00      | Rapport                         |       |                |                                                                  |  |

## Effectif
| #          | Nom                | Club                   |
| Gardiens   | Gardiens           | Gardiens               |
| ---------- | ------------------ | ---------------------- |
| 1          | Guy Delhumeau      | Stade poitevin         |
| 19         | Henri Ribul        |                        |
| Défenseurs |                    |                        |
| 2          | Dario Grava        | RC Strasbourg          |
| 3          | Bernard Goueffic   | Stade rennais          |
| 4          | Jean Lempereur     |                        |
| 7          | Gilbert Planté     | Gazélec Ajaccio        |
| 8          | Michel Delafosse   | US Quevilly            |
| 11         | Jean-Louis Hodoul  | Olympique de Marseille |
| Milieux    |                    |                        |
| 5          | Freddy Zix         |                        |
| 6          | Michel Verhoeve    |                        |
| 9          | Jean-Michel Larqué | AS Saint-Étienne       |
| 10         | Alain Laurier      | Stade de Reims         |
| 12         | Daniel Perrigaud   | EDS Montluçon          |
| 18         | Gérard Hallet      | EDS Montluçon          |
| Attaquants |                    |                        |
| 13         | Yves Triantafilos  | Bataillon de Joinville |
| 14         | Daniel Horlaville  | US Quevilly            |
| 15         | Marc Kanyan Case   | Gazélec Ajaccio        |
| 16         | Charles Tamboueon  | Gazélec Ajaccio        |
| 17         | Michel Parmentier  | US Quevilly            |
| Entraîneur |                    |                        |
|            | André Grillon      |                        |